# یولیا بیگلزیمر
 یولیا بیگلزیمر (اوکراینی: Юлія Марківна Бейгельзимер؛ زادهٔ ۲۰ اکتبر ۱۹۸۳) یک تنیس‌باز اهل اوکراین است.